# サム・メンデス
サミュエル・アレクサンダー・メンデス、CBE（Samuel Alexander Mendes、CBE、1965年8月1日 - ）は、イギリスの演出家・映画監督。

## 来歴

### 生い立ち
バークシャー州レディングにて、トリニダード・トバゴおよびポルトガル系の父親ジェームソン・ピーター・メンデス（大学講師）とユダヤ系イギリス人の母親ヴァレリー・ヘレン・バーネット（児童文学作家）の間に生まれる。1970年に両親は離婚し、母親と暮らす。
ケンブリッジ大学卒業後、チチェスター・フェスティバル劇場やロイヤル・シェイクスピア・カンパニーで演出家としてキャリアを始める。

### キャリア
ロンドンやニューヨークでいくつもの舞台（『オリヴァー!』『十二夜』『桜の園』『キャバレー』『ブルー・ルーム』等）を演出し、ローレンス・オリヴィエ賞を始め数々の賞を受賞している。2002年まで、ロンドンのドンマー・ウエアハウスの芸術監督を務めた。
1999年公開の映画監督デビュー作『アメリカン・ビューティー』でアカデミー監督賞、ゴールデングローブ賞 監督賞を受賞。2000年にはイギリス王室より大英帝国勲章を与えられた。
2003年にはトム・ハンクスやポール・ニューマン、ジュード・ロウといった豪華キャストを揃えたギャング映画『ロード・トゥ・パーディション』、2008年にはレオナルド・ディカプリオと、当時の妻だったケイト・ウィンスレットという『タイタニック』のコンビを主演にした『レボリューショナリー・ロード/燃え尽きるまで』を監督し、話題を呼んだ。
2012年には監督を務めた『007』シリーズ第23作『007 スカイフォール』が公開された。本作は『007』シリーズ50周年記念という節目の年の作品であり、制作発表時から大きな注目を浴びていた。そして公開後、イギリス歴代興業1位を『アバター』を抜いて獲得。第85回アカデミー賞では『007』シリーズとしては1965年の『007 サンダーボール作戦』以来となる、実に47年振りのアカデミー賞で2部門を獲得。その3年後の2015年には続編となる、『007 スペクター』も監督した。
2016年には第73回ヴェネツィア国際映画祭の審査員長を務めた。
2019年より再び舞台の演出を務め、『FERRY MAN』で第73回トニー賞を受賞。また同年には、メンデスが祖父から聞いた話を基に脚本と監督を務めた『1917 命をかけた伝令』が公開。本作で、ゴールデングローブ賞 監督賞と英国アカデミー賞 監督賞を受賞し、第92回アカデミー賞では監督賞を始め、脚本賞や作品賞にノミネートされた。

### 作風
人間の闇にスポットを当てた描写が多く、主人公が初老男性であることが多いのも特徴である。その影響はクリストファー・ノーランの作風の影響を受けた『007 スカイフォール』でより顕著となっており、主人公と悪役の対比、病を患いながらも戦い抜く主人公像が特徴的である。それゆえか、台詞回しもかなり哲学的なものが多い。

### 私生活
女優のジェーン・ホロックスやキャメロン・ディアス、キャリスタ・フロックハート、レイチェル・ワイズなどとの交際を経て、2003年に女優のケイト・ウィンスレットと西インド諸島で結婚。同年12月には長男も誕生し、一家でニューヨークで暮らしていたが、2010年3月15日、すでにケイト・ウィンスレットとは別居をしており離婚手続き中であることを弁護士を通じて発表した。
2017年、トランペット奏者のアリソン・バルサムと再婚。

## フィルモグラフィ

### 映画
| 年   | 題名                                                           | 役割             |
| ---- | -------------------------------------------------------------- | ---------------- |
| 2000 | アメリカン・ビューティー American Beauty                       | 監督             |
| 2002 | ロード・トゥ・パーディション Road to Perdition                 | 監督・製作       |
| 2006 | ジャーヘッド Jarhead                                           | 監督             |
| 2008 | 君のためなら千回でも The Kite Runner                           | 製作総指揮       |
| 2008 | 悲しみが乾くまで Things We Lost in the Fire                    | 製作             |
| 2009 | レボリューショナリー・ロード/燃え尽きるまで Revolutionary Road | 監督・製作       |
| 2011 | お家をさがそう Away We Go                                      | 監督             |
| 2012 | 007 スカイフォール Skyfall                                     | 監督             |
| 2015 | 007 スペクター Spectre                                         | 監督             |
| 2020 | 1917 命をかけた伝令 1917                                       | 監督・脚本・製作 |
| 2022 | エンパイア・オブ・ライト Empire of Light                       | 監督・脚本・製作 |
| 2028 | Untitled Beatles biopics 1st film                              | 監督             |
| 2028 | Untitled Beatles biopics 2nd film                              | 監督             |
| 2028 | Untitled Beatles biopics 3rd film                              | 監督             |
| 2028 | Untitled Beatles biopics 4th film                              | 監督             |

### テレビドラマ
| 年        | 題名                                                              | 役割                   | 備考                |
| --------- | ----------------------------------------------------------------- | ---------------------- | ------------------- |
| 2012-2016 | ホロウ・クラウン/嘆きの王冠 The Hollow Crown                      | 製作総指揮             |                     |
| 2014-2016 | ペニー・ドレッドフル 〜ナイトメア 血塗られた秘密〜 Penny Dreadful | 製作総指揮             |                     |
| 2018      | インフォーマー/潜入スパイ Informer                                | 製作総指揮             |                     |
| 2024      | The Franchise                                                     | 監督・脚本・製作総指揮 | Maxオリジナルドラマ |

### 舞台
| 年   | 題名 | 役割 | 備考                         |
| ---- | --- | ---- | ---------------------------- |
| 1992 | リトル・ヴォイス The Rise and Fall of Little Voice                                                          | 監督 |                              |
| 2014 | ナショナル・シアター・ライヴ2014「リア王」 National Theatre Live: King Lear                                 | 監督 | ナショナル・シアター・ライブ |
| 2020 | ナショナル・シアター・ライヴ2020「リーマン・トリロジー」 National Theatre Live: The Lehman Trilogy          | 演出 | ナショナル・シアター・ライブ |
| 2024 | ナショナル・シアター・ライヴ2024「ザ・モーティヴ・&ザ・キュー」 National Theatre Live: The Motive & The Cue | 演出 | ナショナル・シアター・ライブ |